# بيت دجن (يافا)
بيت دجن كانت قرية فلسطينية عربية تعرف أيضا باسم داجون، وهي قرية عربية فلسطينية تقع على بعد حوالي 6 كيلومترات (3.7 ميل) جنوب شرق يافا. يُعتقد أنها كانت موقع مدينة بيت داجن التوراتية، التي ورد ذكرها في كتاب جوشوا وفي النصوص الآشورية القديمة والمصرية القديمة.
في منتصف القرن السادس عشر، شكّلت بيت دجن جزءاً من الأوقاف العثماني الذي أسسته روكسيلانا، زوجة سليمان القانوني، وبحلول أواخر القرن السادس عشر، كان جزءاً من نفق الرملة في لواء غزة. دفع القرويون الضرائب للسلطات العثمانية عن الممتلكات والسلع الزراعية وتربية الحيوانات التي أجريت في القرى، بما في ذلك زراعة القمح والشعير والفاكهة والسمسم، وكذلك على الماعز وخلايا النحل وكروم العنب. وفي القرن التاسع عشر، كانت نساء القرية مشهورات محليًا بتصاميم التطريز العالية الجودة، وهي سمة مميزة للأزياء الفلسطينية التقليدية.
في وقت فلسطين الانتدابية، كانت القرية تضم مدرستين ابتدائيتين ومكتبة ومدرسة زراعية. بعد الهجوم الذي شنه لواء الإسكندروني خلال عملية همتس في 25 أبريل 1948 في الفترة التي سبقت الحرب العربية الإسرائيلية عام 1948، كانت القرية خالية من السكان بالكامل. تأسست بلدة بيت داغان الإسرائيلية في نفس الموقع في أكتوبر 1948.

## النشأة والتسمية
قرية قديمة بناها الكنعانيون ذكرت في العهد القديم باسم داجون وعرفت في العهد الآشوري باسم بيت دجانا وفي العهد الروماني باسم كفر داجو. شيد الخليفة الأموي هشام بن عبد الملك قصرًا أعمدته من الرخام في القرية، كما بنى فيها الصليبيون قلعة «كزال ماين».

## الجغرافيا
تقع إلى الجنوب الشرقي من مدينة يافا وتبعد عنها 10 كم وترتفع 25 م عن سطح البحر. تبلغ مساحة أراضيها 17,327 دونما تحيط بها أراضي قرى ساقية والخيرية ويازور وقرى قضاء اللد والرملة.

## السكان
قدر عدد سكانها عام 1922 ب 1,714 نسمة وعام 1945 ب 3840 نسمة، قامت المنظمات الصهيونية المسلحة بهدم القرية وتشريد أهلها البالغ عددهم عام 1948 بحوالي 4454 نسمة وكان ذلك في 25 أبريل 1948 وعلى أنقاضها أقام الصهاينة مستعمرة بيت داجون ويبلغ مجموع اللاجئين من هذه القرية في عام 1998 بحوالي 27,560 نسمة.
التعداد السكاني:
| السنة                             | نسمة   |
| --------------------------------- | ------ |
| 1596                              | 633    |
| 1922                              | 1,714  |
| 1931                              | 2,653  |
| 1945                              | 3,840  |
| 1948                              | 4,454  |
| تقدير لتعداد اللاجئين في سنة 1998 | 27,355 |

## احتلالها وتهجير سكانها
كانت القرية منذ يناير 1948 هدفا لهجمات شنتها قوات البلماح المتمركزة في مبنى كيرين كاييمت إسرائيل (الصندوق القومي اليهودي)، الكائن جنوبي طريق يافا - القدس العام مباشرة. وقد دمر منزل من منازل القرية في إحدى غارات البلماح. ولعل أوسع هجوم في تلك الفترة، بحسب المؤرخ الفلسطيني عارف العارف هو ذاك الذي شنته قوة يهودية مسلحة بمدافع فقتل جراءه ثلاثة من سكان القرية. وجرح أربعة ودمر أحد المنازل. وأفادت صحيفة (نيويورك تايمز) أن البريطانيين اشتبكوا مع سكان القرية يوم 19 فبراير، بعد أن توقفت إحدى قوافلهم العسكرية في القرية لاعتقال رجل كان يحمل بندقية. ويذكر مقال الصحيفة أن السكان صوبوا النيران على الجنود البريطانيين، وأن إثنين من السكان صوبوا النيران على الجنود البريطانيين، وأن إثنين من السكان قتلا وجرح ثلاثة، كما قتل جندي بريطاني عندما (قفز من شاحنته حاملا رشاشا من نوع برن واندفع داخل القرية ونيران رشاشه تقدح)، بحسب تعبير مراسل (نيويورك تايمز).
وربما لم تحتل بيت دجن إلا في نهاية أبريل، إذ سقطت على يد لواء ألكسندروني في سياق تنفيذ عملية حاميتس التي جرت بين 25 و31 أبريل، واستهدفت سلمة ويازور وقرى عربية أخرى تقع إلى الشرق من يافا.
كان من المقرر لعملية حاميتس (الخميرة) أن تنفذ في أثناء عيد الفصح اليهودي (أي عندما يكون أكل المآكل التي تدخل الخميرة فيها محرما عند اليهود المتدينين). وكان هدفها المباشر الاستيلاء على القرى الفلسطينية الكبرى الواقعة على جانبي خط سكة الحديد الذي يصل يافا بعمقها العربي. وكانت القرى الواقعة إلى الشمال من خط سكة الحديد (من الغرب إلى الشرق) وهي: سلمة والخيرية وساقية وكفرعانة والعباسية (اليهودية)، أما تلك التي كانت تقع إلى الجنوب من خط سكة الحديد فهي: يازور وبيت دجن والسافرية وكان من شأن احتلال تلك القرى أن يعزل يافا -أكبر مدينة فلسطينية بسكانها السبعين ألفا- عزلا تاما ويضمن سقوطها في يد الهاغاناه. لذلك كان الهدف النهائي للعملية الاستيلاء على يافا من دون اللجوء إلى هجوم جبهي.
عقد الهجوم الجبهي الذي شنه عصابة الإرغون في 25 أبريل، تنفيذ عملية حميتس. وهدف هجوم الإرغون إلى عزل موقع حي المنشية الاستراتيجي، المقرب لتل أبيب، عن باقي يافا. فإذا سقط حي المنشية تشن الإرغون هجوما واسعا على باقي يافا. وقد استلزم الهجوم على المنشية هجوما من الشرق في اتجاه البحر غربا، ورافقه فصف مكثف عشوائي لمناطق يافا السكنية والتجارية، نشر الذعر في صفوف المدنيين على نطاق واسع، وتسبب بنزوحهم برا وبحرا. وجوبة الهجوم على المنشية بمقاومة حازمة شديدة ولم يحقق أهدافه إلا عند فجر 29 أبريل بعد مرور نحو ثمانين ساعة. في هذه الأثناء قرر البريطانيون، الذين كانوا متواطئين مع الهاغاناه خلال هجومها على حيفا (عملية مسبارييم 22-23 أبريل)، التدخل في يافا ضد الإرغون. وفي الوقت نفسه قبلت الإرغون، التي استنزفها الهجوم وأنهكها، الانضواء تحت قيادة الهاغاناه فيما يتعلق بجبهة يافا.
في 29 أبريل، شنت الهاغاناه عملية حميتس وانضوت الألوية الثلاثة كرياتي وألكسندروني وغفعاتي تحت قيادة دان إبشتاين، قائد لواء ألكسندروني فهاجمت وحدات ألكسندروني، انطلاقا من قاعدتها في كفار أزار، قريتي ساقبة والخيرية واستولت عليهما. وانطلقت وحدات كرياتي من تل أبيب وهاجمت سلمة وضاحيتي أبو كبير وجباليا من ضواحي يافا. ومع حلول ليل اليوم ذاته، كانت سلمة قد سقطت في قبضة وحدات كرياتي وغفعاتي.
لم يلق هجوم غفعاتي الذي شن من مكفي يسرائيل جنوبي خط سكة الحديد النجاح نفسه. إذا بينما نجح هذا اللواء في الاستيلاء على يازور في 29 أبريل، أو بعيد ذلك فانه واجه صعوبات في تل الريش وهو تل حصين بين يازور ويافا. فقد تمكن اللواء، أول الأمر من اكتساح التل مستخدما مدافع هيسبانو-سويزا التي وصلته حديثا. لكن بعد أن شنت (كتيبة) من جيش الإنقاذ العربي، يقودها ميشال العيسى وقوامها 250 رجلا جميعهم من الفلسطينيين هجوما مضادا اضطرت وحدات غفعاتي إلى الانسحاب من التل بعد أن تكبدت خسائر فادحة بلغت 33 بين قتيل ومفقود ونحو 100 جريح بحسب ما جاء في (تاريخ الهاغاناه) وكان ميشال العيسى ورجاله قد وصلوا إلى الموضع في اليوم السابق (28 أبريل)، في مسعى لتخفيف الضغط المتصاعد عن يافا. وبقي العيسى في يافا حتى 10 مايو، محاولا محاولة أخيرة يائسة الحصول دون سقوط ضاحية أبو كبير، إحدى الضواحي الشمالية في يافا. ثم قرر في اليوم ذاته الانسحاب جراء تضيق الخناق الذي فرضته عملية حميتس.
ظهرت أولى بوادر الاستسلام من فلسطيني يافا في 11 مايو. ثم استسلمت يافا رسميا للهاغاناه في 13 مايو، وغادر البريطانيون المنطقة في اليوم التالي. وكانوا يقومون، منذ بداية عملية حميتس بمواكبة المدنيين المذعورين من يافا، على الطريق العام الرئيسي إلى اللد والرملة اللتين كانتا يومها ملاذين آمنين. وكي يمنع البريطانيون الهاغاناه من إحكام الحصار على يافا، حافظوا على بعض قوتهم في بعض أنحاء قرية يازور قريبا من الطريق. ويذكر (تاريخ الهاغاناه) أن (قوات الإيتسل قد عملت في أثناء ذلك بقيادة (الهاغاناه) وأفادت العملية كثيرا بقصفها وسط يافا بمدافع الهاون بفعالية). ويبدوا أن تضافر عدة عوامل، منها الهجوم على يافا (ولا سيما قصفها المطول بمدافع الهاون)، ومنها مشهد فرار سكانها ذعرا، ومنها سقوط القرى التي تصل يافا بباقي أنحاء البلد، قد تفاعل كل منها مع الآخر (مثلما خطط لها أن تفعل) وتعاون على إحباط معنويات سكان يافا والقرى التي استهدفتها عملية حميتس أيضا.
ويشير المؤرخ الإسرائيلي بيني موريس إلى إن سكان بيت دجن أخلوا قريتهم في 25 أبريل 1948 من جراء سقوط (مدينة مجاورة)، أي يافا. ويضيف أن العارف أن القرية احتلت في 30 أبريل، ويضيف أن تفادي احتلالها كان ممكنا لو لم يوافق جيش الإنقاذ العربي تفادي هدنة رعاها البريطانيون في المنطقة، بعد أن تعرضت على هدنة رعاها البريطانيون في المنطقة، بعد أن تعرضت تل أبيب لقصف شديد في 28 أبريل. غير أن رواية لصحيفة (نيويورك تايمز) أفادت أن بيت دجن احتلت مع قرية القباب بعد أسبوعين من ذلك. إذ اندفعت القوات اليهودية تقاتل لإعادة فتح الطريق العام المؤدي إلى القدس.
في أوائل يونيو، شرع الصندوق القومي اليهودي في تدمير بيت دجن، فضلا عن بضع قرى أخرى. وفي 16 يونيو، دون رئيس الحكومة الإسرائيلية دافيد بن غوريون، في يومياته أن عملية التدمير جارية في القرية على قدم وساق. ثم إن القرية اعتبرت في سبتمبر، موقعا ملائما لتوطين المهاجرين اليهود الجدد.

## المستعمرات الإسرائيلية على أراضي القرية
1. بيت داغان وقد أنشئت عام 1948.
2. مشمار هشفعاه وقد أنشئت عام 1949.
3. حيميد وقد أنشئت عام 1950.
4. غنون وقد أنشئت عام 1953.

## القرية اليوم
بقيت بضعة منازل بعضها مهجور وبعضها الآخر تشغله أسر يهودية، أو يستخدم متاجر أو مستودعات أو مكاتب. ويبدو في هذه المنازل معالم معمارية متنوعة. أحد هذه المنازل الآهلة مبنى بالأسمنت له شكل مستطيل وسقف مسطح ونوافذ أمامية مستطيلة ونافذاتان مقنطرتان على جانبيه. وحول منزل آخر إلى كنيس إيلي كوهين، وهو مبنى بالأسمنت وله سقف مسطح وباب ونافذتان أماميان تعلوهما قنطرتان مستديرتان وقد رسمت نجمة داوود على بابه الأمامي وكذلك على باب آخر يبدو أنه باب مرآب. ولأحد المنازل المهجورة المبنية بالأسمنت سقف قرميدي هرمي الشكل متداع إلى السقوط. أما المنازل المهجورة الأخرى فمختومة، وتظهر وسط النباتات والأعشاب البرية. وينبت الصبار وأشجار السرو والتين والنخيل في أرجاء الموقع. ويزرع الإسرائيليون الأراضي المجاورة.
- عدد البيوت:

| السنة | عدد البيوت |
| ----- | ---------- |
| 1931  | 591        |
| 1948  | 992        |

## أعلامها
- زينب حبش، (15 أبريل 1943) شاعرة وكاتبة قصصية.
- صخر حبش، سياسي[4]
- محمد غازي، موسيقي
- برهان الدجاني، باحث